# Cassipourea myriocarpa
Cassipourea myriocarpa är en tvåhjärtbladig växtart som beskrevs av Louis René Tulasne. Cassipourea myriocarpa ingår i släktet Cassipourea, och familjen Rhizophoraceae. Inga underarter finns listade i Catalogue of Life.